# Rex White

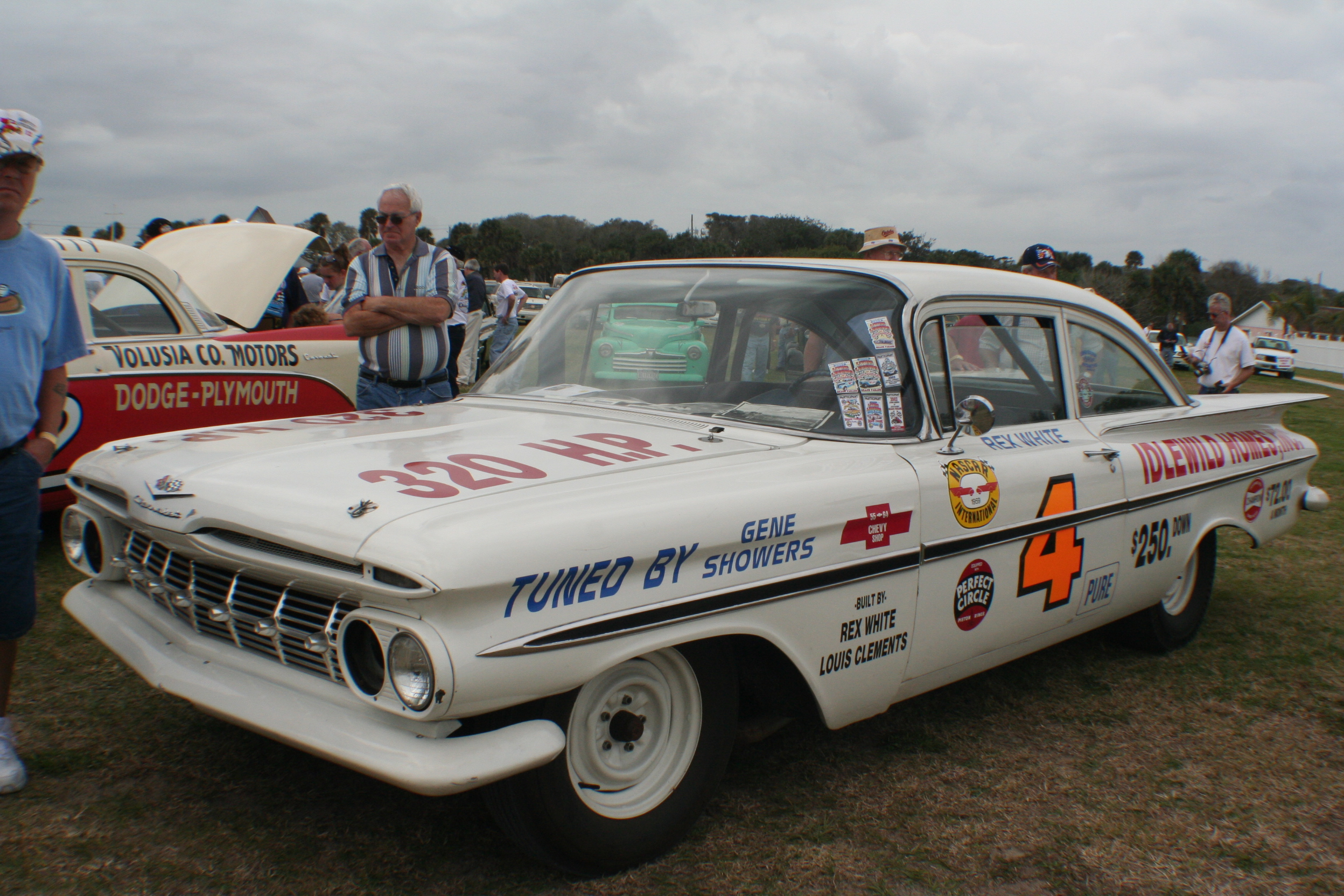
White's Chevrolet uit begin jaren zestig

Rex White (Taylorsville (North Carolina), 17 augustus 1929 – aldaar, 18 juli 2025) was een Amerikaans autocoureur. Hij won de NASCAR Grand National Series in 1960.

## Carrière
White begon zijn carrière in de NASCAR in 1956 en zijn eerste race-overwinningen behaalde hij in 1958. In 1960 won hij in een Chevrolet zes races en daarmee het kampioenschap. Hij reed in 1964 zijn laatste race op de Atlanta Motor Speedway. White reed in zijn negenjarige NASCAR-carrière 233 races, waarvan hij er 28 won. In bijna de helft van de races (110 keer) finishte hij binnen de top vijf. Hij vertrok 36 keer vanaf poleposition.
White overleed op 18 juli 2025 op 95-jarige leeftijd.